# 왕녀
왕녀(王女)는 국왕 또는 국왕과 비슷한 군주의 딸의 호칭이다. 프린세스(Princess)의 번역어로서 왕족의 여성으로 사용되는 일도 있다. 한자 유의어로 부친의 입장에 따라 황녀(皇女)·왕녀(王女)·공녀(公女)를 쓰기도 하며, 일본에서는 고대 중국에서 사용했던 희(姬: 히메)를 대용하기도 한다.